# Чистое помещение

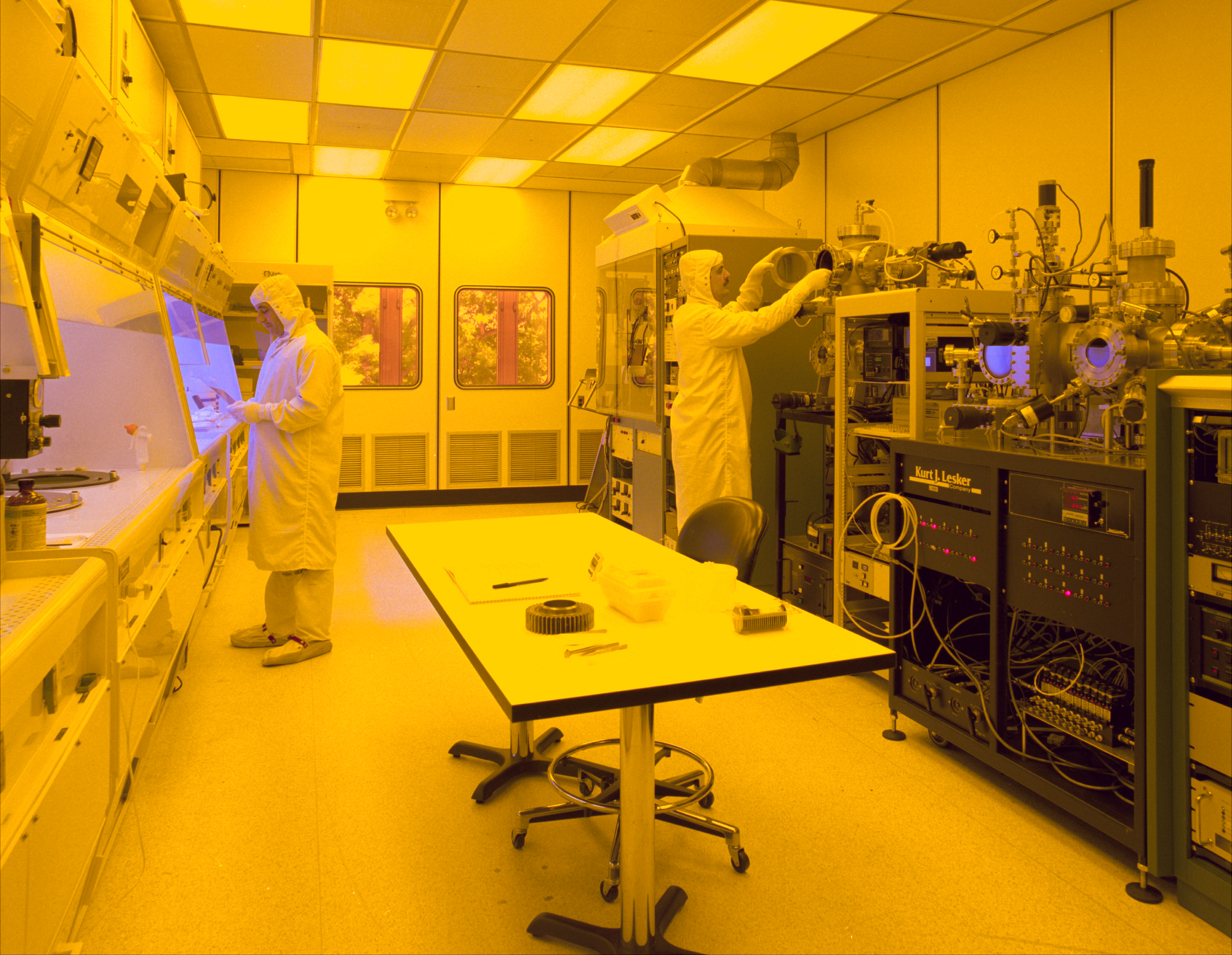
Чистое помещение на производстве электронных компонентов. Жёлтое освещение из-за того, что синее и ультрафиолетовое отфильтровано, чтобы не засвечивать фоторезист, необходимый для фотолитографии

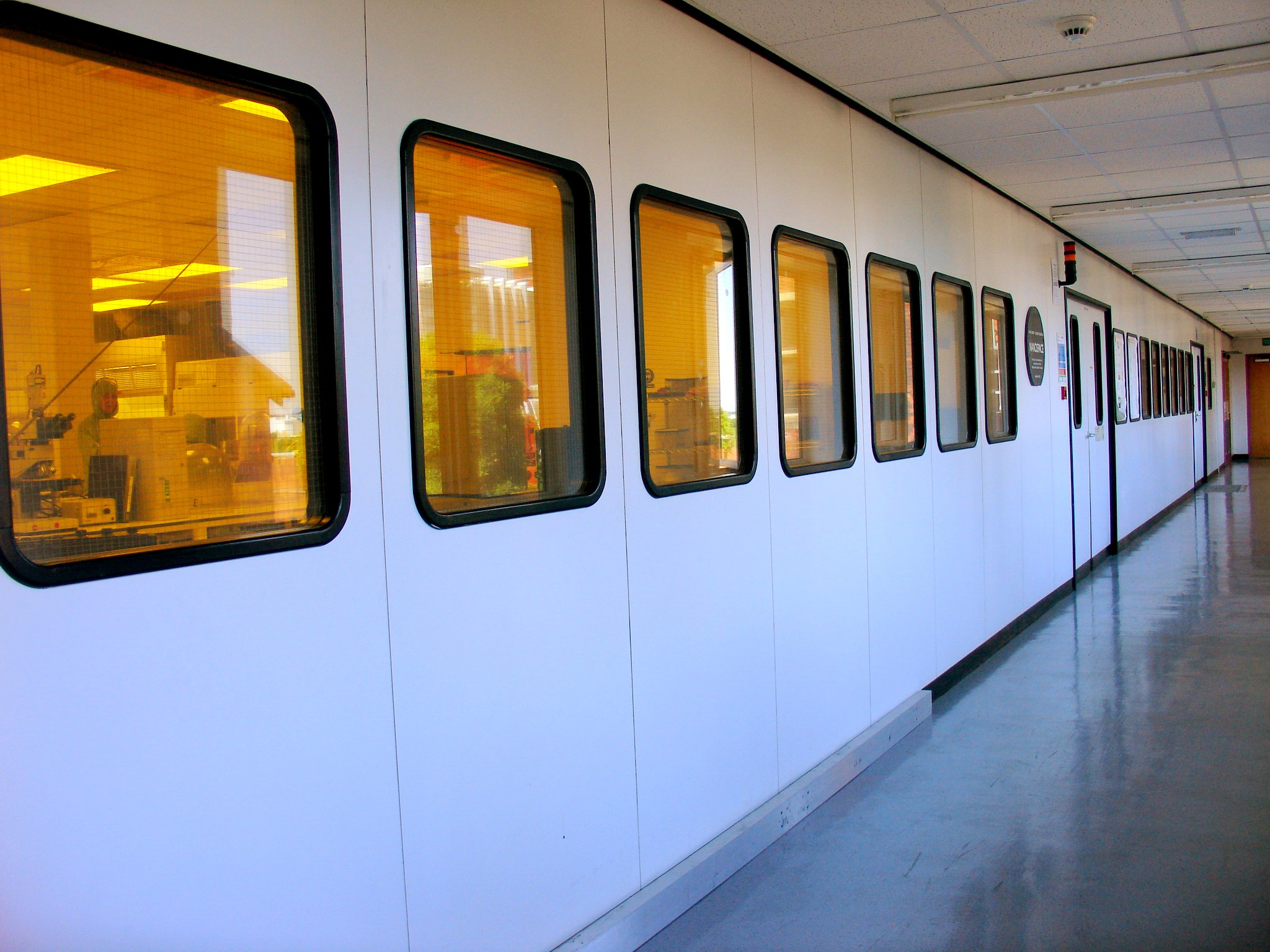
Чистое помещение, вид снаружи

Чистое помещение — помещение, где в воздухе поддерживаются в определённом заданном диапазоне размер и число на кубический метр таких частиц, как пыль, микроорганизмы, аэрозольные частицы и химические пары. При необходимости в них также могут контролироваться и другие параметры, например влажность, давление и температура. Такие помещения как правило строятся и используются так, чтобы свести к минимуму поступление, генерацию и накопление таких частиц внутри помещения.
Чистым помещением или чистой комнатой называется помещение, в котором счётная концентрация взвешенных в воздухе (аэрозольных) частиц и, при необходимости, число микроорганизмов в воздухе поддерживаются в определённых пределах.
Под частицей понимают твердый, жидкий или многофазный объект или микроорганизм с размерами от 0,005 до 100 мкм. При классификации чистых помещений рассматривают частицы с нижними пороговыми размерами от 0,1 до 5,0 мкм.
Ключевым фактором является то, что чистые помещения характеризуются именно счётной концентрацией частиц, то есть числом частиц в единице объёма воздуха, размеры которых равны или превышают определённую величину (0,1; 0,3; 0,5 мкм и т. д.). Этим они отличаются от обычных помещений, в которых чистота воздуха оценивается по массовой концентрации загрязнения в воздухе. Отсюда вытекают особенности поддержания и определения показателей чистоты, специфические требования к контрольным приборам, счетчикам частиц в воздухе и пр.

## История

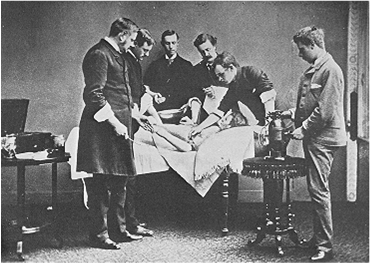
Группа хирургов с распылителем Листера

История развития чистых помещений начинается с 1860 годов, когда известный шотландский хирург Джозеф Листер выдвинул теорию «чистоты». Из неё следовало, что удаление бактерий из больниц, а особенно операционных, должно предотвратить возникновение инфекций. Благодаря этому Листер добился значительного снижения инфекционных осложнений в операционных. Предложенная им концепция снижения риска инфицирования при хирургическом вмешательстве представляла собой антисептический метод, поскольку он был основан на применении дезинфицирующих средств на инструментах, материалах, руках хирурга и в окружающей среде. Дальнейшее развитие чистых помещений основывается на асептических методах, то есть предупреждение попадания бактерий в рабочую зону.
Чистые помещения того времени стали существенным «шагом вперед», однако в них все ещё отсутствовал важнейший элемент современных технологий чистоты — вентиляция с фильтрацией приточного воздуха. Хотя есть данные о том, что в 1864 году сэр Джон Саймон, писавший, что вентиляция должна «обеспечить поток от входа к выходу» и что этого можно добиться, использую систему специальной подачи воздуха, в которой «потоки направляются определенным образом». Однако на практике реализовать это так и не удалось, вентиляция использовалась лишь как элемент комфорта.

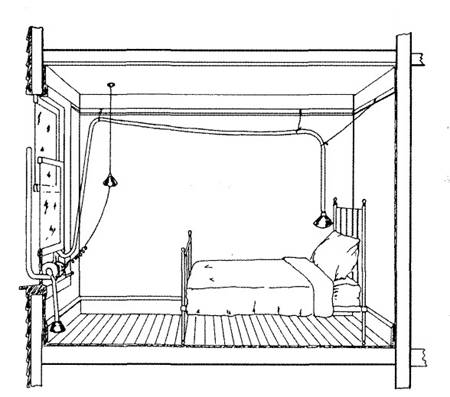
Вентиляция в больничной палате в 1920-х годах

Пациент мог дышать свежим воздухом через воронку, грязный воздух удалялся через аналогичную воронку на уровне пола
Во время Второй мировой войны был проведён ряд изысканий вентиляции помещений и аэродинамики частиц, итогом коих стало внедрение принудительной вентиляции в помещении клиник именно имея цель борьбы с загрязнениями. В работе Бурдийона (Bourdillon) и Колубрука (Colebrook), опубликованной в 1946 году, описан перевязочный пункт, в котором кратность воздухообмена в час достигала 20, что позволило обеспечить в комнате избыточное давление по отношению к находящимся вокруг помещениям. К началу 1960-х годов было уже известно большинство основополагающих принципов, определяющих характеристики турбулентно вентилируемых помещений, а именно распределение воздушных потоков, влияния объёма приточного воздуха на степень разбавления аэрозольных загрязнений, эффективность фильтров и контроль движения воздуха. Кроме того, было установлено, что люди являются источником находящихся в воздухе бактерий, которые переносятся на отшелушившихся частицах наружных кожных покровов, причем выяснилось, что спецодежда из рыхлой хлопчатобумажной ткани слабо препятствует их распространению, и для спецодежды нужен более плотный материал.
В 1960 году Блоуэрс и Кру предприняли попытку разработки «воздушного поршня» (то есть однонаправленного воздушного потока, хотя они его так ещё не называли), подаваемого через воздухораспределитель, установленный по всему потолку операционной палаты в Миддлсборо в Англии. К сожалению, из-за конвекционных потоков воздуха от людей и от освещающих операционное поле ламп, а также из-за воздушных потоков, образующихся при перемещении людей, подаваемый в помещение воздушный поток (имевший к тому же низкую скорость) не сохранял своё направление; это не позволило обеспечить качественный однонаправленный воздушный поток. Главным импульсом в деле обеспечивания чистоты воздуха в операционных оказались работы профессора сэра Джона Чарнли (Charnley). С помощью компании Howorth Air Conditioning он принял решение модернизировать систему приточной вентиляции в собственной операционной. Чтобы решить проблему образования турбулентностей и сформировать движущийся книзу воздушный поток со скоростью 0,3 м/с в операционную площадью 6×6 м, понадобилось обеспечить высокую производительность приточной вентиляции 11 м³/с. Чарнли счел это решение неэкономичным и разработал, а после этого, в 1961 году, и соорудил внутри операционной стерильную палатку, возымевшую название «парник» («greenhouse») площадью 2×2 м. Накопленных знаний хватило для того, чтобы в Великобритании был издан популярный справочник по проектированию вентиляционных систем для операционных (UK Medical Research Council Report, 1962).

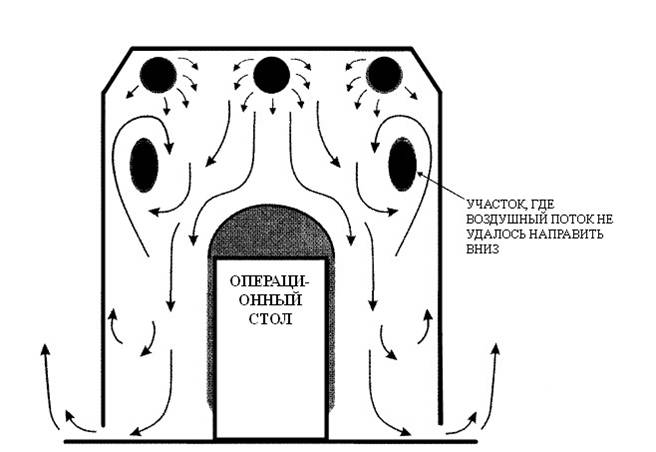
Схема воздушных потоков от трех диффузоров в палате Чарнли

В 1966 году, принимая во внимание накопленный опыт в экспериментах, Чарнли соорудил стерильную палатку с существенно большой затратой воздуха, более высококачественным движением воздушного потока и, вследствие этого, значимо меньшим числом микроорганизмов. Для того, чтобы ограничить выделение микроорганизмов хирургами, он усовершенствовал специальную изолирующую одежду для медперсонала.
Аналогичные успехи были достигнуты в технических отраслях промышленности. Разработка первых чистых помещений для промышленного производства началась во время Второй мировой войны, и это, в основном, было обусловлено попытками повышения качества и надежности узлов и деталей различных видов вооружения, танков и самолетов. В это время были построены чистые помещения, в которых просто копировались конструкции операционных и опыт их эксплуатации. Но очень скоро пришло понимание того, что отсутствие микроорганизмов и отсутствие частиц — это не одно и то же. Значительные усилия были направлены на внедрение материалов, поверхность которых не выделяет частиц, а также на способы подачи чистого приточного воздуха в больших объёмах. Первое производственное чистое помещение (наиболее приближенное к современным) было внедрено в производство компании Western Electric в 1955 году. Персонал был одет в халаты из синтетического материала, которые легко очищались и выделяли минимальное количество частиц. Щели и углы были сведены к минимуму, напольные покрытия на основе винила настилали с задеванием на стены, а источники света устанавливались в утопленном варианте, чтобы исключить места накопления пыли. И самое главное, поддерживалось избыточное давление воздуха, а приточный воздух фильтровался при помощи «абсолютных» фильтров — ULPA, способных задерживать 99,95 % частиц размером 0,3 мкм. Результат был великолепен. Процент брака при производстве гироскопов удалось свести к минимуму, а их продукция стала эталоном качества.

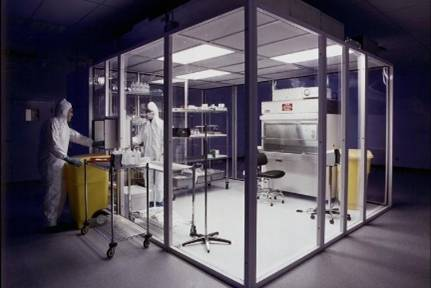
Современное чистое помещение высокого класса чистоты

Заметной вехой в истории чистых помещений стала разработка в 1961 году концепции вентиляции с однонаправленным, ламинарным потоком воздуха. Наибольший вклад в этом направлении принадлежит Уиллису Уитфилду. Он разработал помещение размерами 1,8×3,0×2,1 м. Воздух подавался в горизонтальном направлении через ряд HEPA-фильтров. Это обеспечивало однонаправленное движение воздуха от фильтров через все помещение и далее наружу через перфорированный пол. При такой организации системы воздухообмена оператор за рабочим столом не будет загрязнять ничего перед собой, поскольку генерируемые им загрязнения удаляются из рабочей зоны потоком воздуха.
Концепция вентиляции чистого помещения с помощью однонаправленного потока воздуха была очень быстро реализована во многих отраслях промышленности, особенно в фармацевтической отрасли, где имелась крайняя необходимость в чистых помещениях высокой степени чистоты. Эти технологии на сегодняшний день усовершенствованы за счет развития техники, однако принципы, предложенные Уитфилдом, остались неизменны.

## Технологии

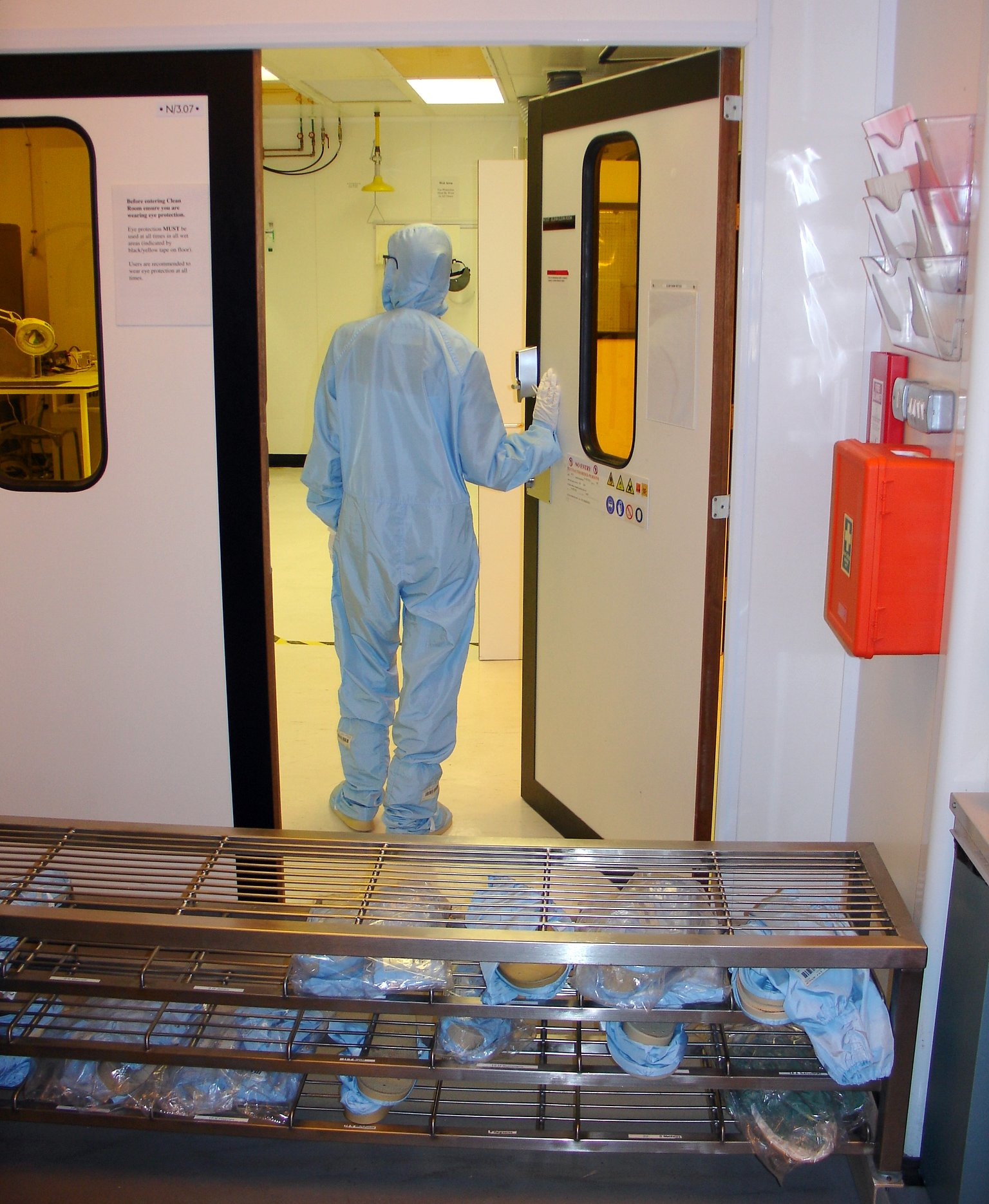
Воздушный шлюз

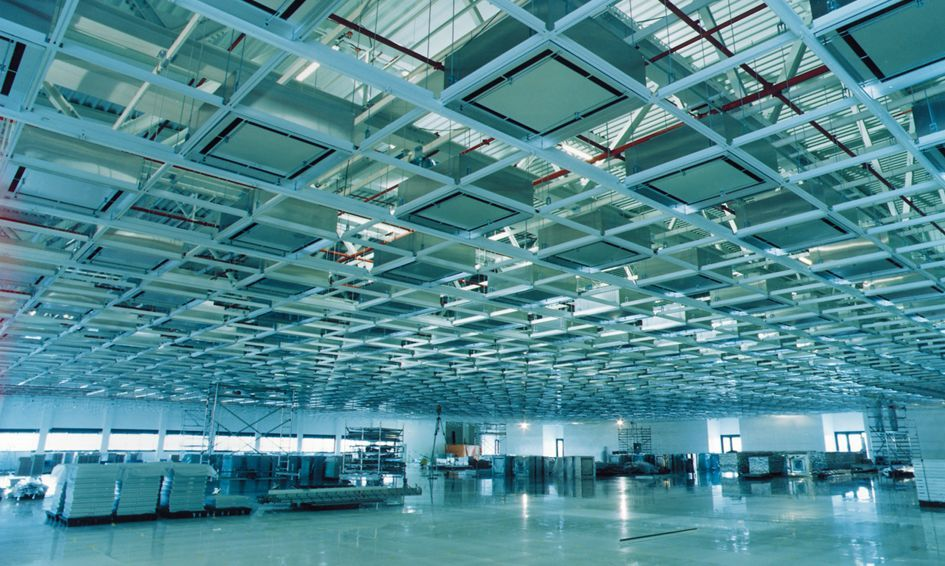
Чистое помещение для производства микроэлектронных компонентов

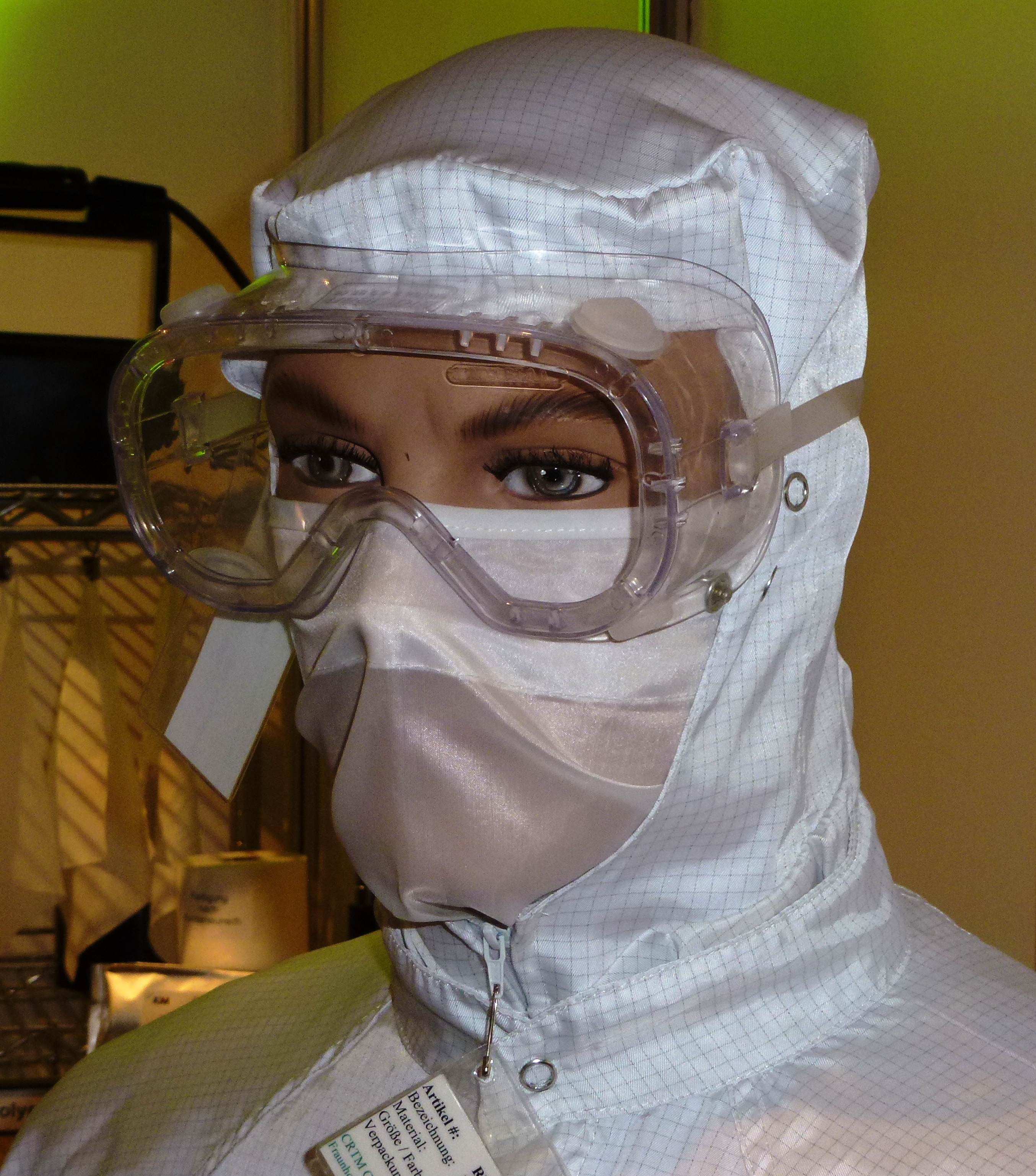
Спецодежда для чистых помещений

Основным принципом обеспечения чистоты является создание в чистом помещении избыточного давления по отношению к смежным с ним помещениям. Это обеспечивается созданием в нём дисбаланса воздуха, то есть разности между количеством приточного и вытяжного воздуха. Количество приточного воздуха должно превышать вытяжку минимум на 20 % при условии, что рассматриваемое помещение находится в центре здания, и не менее 30 % при наличии в помещении остекления, допускающего инфильтрацию. Это обеспечивает движение воздуха из помещений с высокими требованиями по чистоте в смежные помещения с более низкой степенью чистоты по мере убывания технологических требований. В России стандарты проектирования, строительства и эксплуатации чистых производственных помещений (ЧПП) регламентируют стандарты серии ГОСТ Р ИСО 14644 (к 2023 году утверждено 11 частей).

## Токопроводящее покрытие
В чистых помещениях для сохранения стерильности на полы монтируют специальное токопроводящее покрытие. Такое напольное покрытие способно проводить электрические заряды, не накапливая их. Статическое электричество, которое образуется в обычном покрытии для пола, притягивает мелкие частицы: пыль и микробы. Накопленный заряд способен сбить точную настройку электронных устройств. В промышленных чистых помещениях антистатическое напольное покрытие применяют в том числе в целях безопасности при работе с огнеопасными веществами: случайно проскочившая искра способна вызвать возгорание.
Виды покрытий:
- линолеум с добавлением токопроводящих волокон, по которым накопленный заряд уходит в почву;
- линолеум с токопроводящим слоем на изнаночной стороне;
- токопроводящая ПВХ-плитка;
- полимерные антистатические покрытия на основе токоотводящих эпоксидных, полиуретановых или полиуретанцементных наливных составов (например, QTP 1140AS, QTP 2030AS, QTP 2640AS и пр.).

## Воздушные потоки в чистых помещениях
Для уменьшения загрязнения в чистых помещениях высокого класса применяются специальные системы вентиляции, при которых поток воздуха движется сверху вниз без турбулентностей, то есть ламинарно. При ламинарном потоке воздуха частицы грязи от людей и оборудования не разлетаются по всему помещению, а собираются потоком у пола.

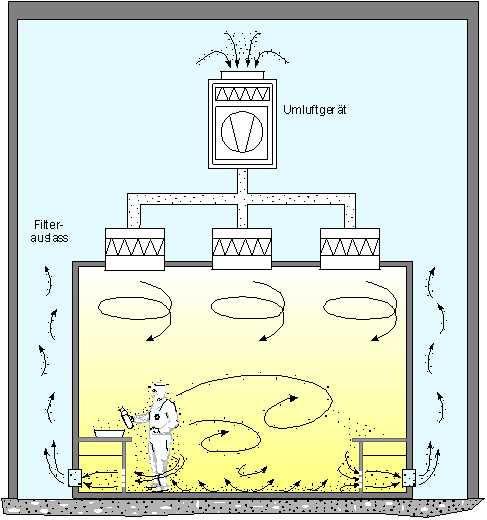
Пример потоков воздуха в чистой комнате с турбулентной организацией вентиляции
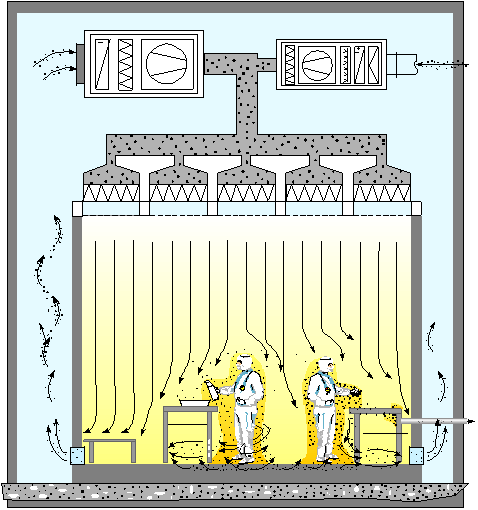
Потоки воздуха в чистой комнате с ламинарной организацией вентиляции

## Конструкции
В общем виде чистые помещения включают в себя следующие базовые элементы:
- ограждающие стеновые конструкции (каркас, глухие и остекленные стеновые панели, двери, окна);
- герметичные панельные и кассетные потолки со встроенными растровыми светильниками;
- антистатические полы;
- систему подготовки воздуха (приточные, вытяжные и рециркуляционные вентиляционные установки, устройства забора воздуха, воздухораспределители с финишными фильтрами, воздухорегулирующие устройства, датчиковая аппаратура и элементы автоматики и др.);
- систему управления инженерными системами чистых помещений;
- воздушные шлюзы;
- передаточные окна;
- фильтро-вентиляторные модули для создания чистых зон внутри чистых помещений.

## Области применения
Чистые помещения создаются и используются в медицине, фармакологии, на предприятиях электронной промышленности, а также для научных исследований.

### В медицине
В медицинских учреждениях чистые помещения необходимы в операционном блоке, палате реанимации и родильном отделении.
Основной задачей чистого помещения является снижение риска развития постоперационных инфекционных осложнений, профилактика развития внутрибольничной инфекции.
Создание чистых помещений регулируется «Правилами производства лекарственных средств Европейского союза» (EC Guide to Good Manufacturing Practice for Medicinal Products), так называемыми Правилами GMP, или аналогичным российским нормативным документом «Правила производства и контроля качества лекарственных средств», введенным в действие приказом Минпромторга России от 14 июня 2013 года № 916 «Об утверждении правил организации производства и контроля качества лекарственных средств».
Правила GMP направлены на предупреждение условий, которые могут привести к выпуску недоброкачественной продукции и содержат требования к зданиям, оборудованию и персоналу, правильному построению технологического процесса производства, подготовке персонала, контролю, отчетности, валидации производства.
В медицине на основе предлагаемых базовых элементов создаются:
- модульные установки для очистки и обеззараживания воздуха в малых чистых помещениях (процедурные, перевязочные, предоперационные, наркозные) лечебных учреждений и предприятий электронной промышленности;
- асептические палаты с ламинарным потоком воздуха для лечения больных с иммунодепрессивными состояниями, для интенсивной терапии лейкозов, ухода за больными после трансплантации костного мозга, ухода за больными с обширными ожогами;
- асептические операционные с ламинарным потоком воздуха для создания воздушной среды с низким уровнем микробной загрязненности в зоне открытой раны при проведении хирургических операций;
- асептические реанимационные залы и палаты интенсивной терапии больных, перенесших сложные хирургические вмешательства, недоношенных и травмированных при родах детей, ожоговых больных и т. п.;
- комплексы чистых производственных помещений;
- локальные чистые рабочие места и чистые зоны;
- вспомогательные чистые помещения (гардеробные, моечные, стерилизационные, коридоры и т. п.);
- стерильные ламинарные шкафы, являющиеся индивидуальными защитными рабочими местами при работе с продуктами, которые в той или иной степени опасны для человека и окружающей среды или сами требуют защиты от воздействия окружающей среды.

### В фармацевтическом производстве
В России производство лекарственных средств регламентируется следующими основными нормативными документами:
- ГОСТ Р 52249-2009 «Правила производства и контроля качества лекарственных средств»;
- ОСТ 42-510-98 «Правила организации производства и контроля качества лекарственных средств (GMP)».

В производстве лекарственных средств решающее значение может иметь любой из трех загрязняющих факторов: биологические микроорганизмы, аэрозольные частицы, химические загрязнения. При проектировании чистых помещений для фармацевтической отрасли используется весь спектр требований, изложенных в серии ГОСТ Р ИСО 14644. Освещение, температурный режим, влажность и воздушный баланс приточно-вытяжной вентиляции должны соответствовать назначению помещения и не оказывать прямого или косвенного негативного влияния ни на лекарственные средства в процессе их изготовления, ни на правильность работы оборудования. В фармацевтической промышленности используются системы чистых помещений, включающие в себя комнаты различных классов чистоты, предназначенные для различных этапов производственного процесса. Планировка помещений должна соответствовать логической последовательности производственных операций и требованиям по чистоте, сводить к минимуму возможность смешивания различных лекарственных средств или их компонентов, перекрестного загрязнения. Важнейшим показателем технического уровня исполнения чистого помещения является уровень интеллекта системы управления.

### В электронной промышленности
Электронная промышленность в мире является одним из самых крупных потребителей чистых помещений. Требования к уровню чистоты в этой отрасли (в первую очередь для предприятий, связанных с планарной технологией производства микроэлектронных компонентов, а также с механической частью жёстких дисков) являются наиболее строгими. Тенденция постоянного роста этих требований привела к качественно новым подходам к созданию чистых сред. Суть этих подходов заключается в создании изолирующих технологий, то есть в физическом отделении определенного объёма с чистым воздухом от окружающей среды. Это разделение, как правило, герметичное, позволило исключить влияние одного из самых интенсивных источников загрязнений — человека. Применение изолирующих технологий влечет за собой широкое внедрение автоматизации и роботизации.
Использование чистых помещений в микроэлектронике имеет свои особенности: на первый план выходят требования к чистоте воздушной среды по аэрозольным частицам. Повышенные требования предъявляются также к системе заземления чистого помещения, особенно в части обеспечения отсутствия статического электричества.
В микроэлектронике требуется создание чистых помещений самых высоких классов чистоты с устройством перфорированных фальшполов для улучшения линий тока воздуха, то есть повышения однонаправленности потока.